# Szeli Károly
Szeli Károly (Brassó, 1748. november 4. – Bécs, 1780 körül) orvosdoktor, Szeli József evangélikus lelkész fia.

## Élete
A brassó gimnáziumban tanult; innét a bécsi egyetemre ment, hogy kiképezze magát az orvosi tudományokban; ugyanott volt gyakorlóorvos és 1778 áprilisában áttért a katolikus hitre. Midőn a kolozsvári líceumba a bába mesterség tanárának kinevezték, mielőtt állását elfoglalhatta volna, 1780 körül Bécsben meghalt.

## Munkái
- Haen Antalnak oktatása, miképpen lehessen a hólyagos fejér himlőket legkönnyebben és szerencsésebben meggyógyítani, mellyet a nemes magyar Hazánknak hasznokért magyar nyelvel megajándékozott. Bécs, 1775.
- Steidele János, Magyar Bába mesterség, melyet XXVI tábla képekkel megmagyarázva kiadott. Uo. 1777.
- Theses inaug. med. pract. Uo. 1778.